# 裴真明
裴真明（1964年—），杭州师范大学教授，主要从事植物信号转导分子机理等方面的研究工作。入选中华人民共和国教育部第七批“长江学者”特聘教授，曾就读于兰州大学、复旦大学。